# Hawre Rahimi
Hawre Rahimi (Sardasjt (Iran), 23 september 1978) is een Nederlandse voormalige politicus namens de VVD.

## Biografie
Rahimi vluchtte in 1989 na de Irak-Iranoorlog naar Nederland. Hij behaalde in 2000 zijn vwo-diploma op het Zaanlands Lyceum en studeerde van 2000 tot 2012 informatica aan de Vrije Universiteit Amsterdam. Hij was tot 2022 werkzaam in de IT.

### Politieke carrière
Rahimi was van 2014 tot 2022 lid van de gemeenteraad van Weesp, van 2014 tot 2018 namens de Weesper Stadspartij en van 2018 tot 2022 namens de VVD. Hij stond op de 44e plek van de kandidatenlijst van VVD voor de Tweede Kamerverkiezingen van 2021. Door deelname van de VVD aan de regering kon hij toch plaatsnemen in de Kamer. Hij werd op 18 januari 2022 namens de VVD beëdigd als lid van de Tweede Kamer der Staten-Generaal. Als Tweede Kamerlid heeft hij in zijn portefeuille Economische Zaken, MKB (Midden en Kleinbedrijf) & Ondernemerschap. Hij is lid van de Vaste Kamercommissie voor Economische Zaken en Klimaat en van de Nederlandse Groep van de Interparlementaire Unie. Bij de verkiezingen van 2023 kwam hij wederom op plaats 44 van de kandidatenlijst van de VVD. Op 5 december 2023 nam hij afscheid van de Tweede Kamer.
- Parlement.com: vlfocjxkyrxj